# Tournoi d'ouverture du championnat du Panama de football 2021
Navigation
Tournoi précédent Tournoi suivant
Le Tournoi Apertura 2021 est le vingt-septième tournoi saisonnier disputé au Panama.
C'est cependant la 54e fois que le titre de champion du Panama est remis en jeu. Le CD Plaza Amador remporte le tournoi, son septième titre, et se qualifie pour la Ligue de la CONCACAF 2021, tout comme le CD Universitario, en vertu de son classement sur l'ensemble des tournois Clausura 2020 et Apertura 2021.

## Contexte
Lors de cette édition, le nombre d'équipes participantes passe de dix à douze avec les additions du Herrera FC et du Veraguas CD après une décision du 19 novembre 2020 de la part de la ligue. De son côté, le Costa del Este est rebaptisé le Deportivo del Este.
Deux groupes sont formés pour ce tournoi, une conférence Est et une conférence Ouest, chacun étant composé de six équipes réparties sur une base géographique.

## Les douze équipes participantes
Ce tableau présente les douze équipes qualifiées pour disputer le championnat 2021. On y trouve le nom des clubs, le nom des stades dans lesquels ils évoluent ainsi que la capacité et la localisation de ces derniers.
| Club                      | Stade                         | Capacité | Ville                |
| Alianza FC                | Camp Luis Ernesto Tapia (es)  | 900      | Ciudad de Panamá     |
| Deportivo Árabe Unido     | Stade Armando Dely Valdes     | 1 221    | Colón                |
| Atlético Chiriquí         | Stade San Cristóbal           | 3 082    | David                |
| Deportivo del Este        | Stade Maracaná                | 5 500    | Ciudad de Panamá     |
| Herrera FC                | Los Milagros                  | 1 000    | Chitré               |
| Independiente La Chorrera | Stade Agustín Sánchez         | 5 500    | La Chorrera          |
| CD Plaza Amador           | Stade Maracaná                | 5 500    | Ciudad de Panamá     |
| San Francisco FC          | Stade Agustín Muquita Sánchez | 3 000    | La Chorrera          |
| Sporting San Miguelito    | Camp Luis Ernesto Tapia (es)  | 900      | San Miguelito        |
| Tauro FC                  | Stade Rommel Fernández        | 32 000   | Ciudad de Panamá     |
| CD Universitario          | Universitario                 | 3 800    | Penonomé             |
| Veraguas CD               | Complexe d'Atalaya            | 900      | Santiago de Veraguas |

| \| Ciudad de Panamá : Alianza del Este Plaza Amador Tauro Ciudad de Panamá Árabe Unido San Francisco La Chorrera San Miguelito Chiriquí Universitario Herrera Veraguas \| Localisation des clubs. |
| Ciudad de Panamá : Alianza del Este Plaza Amador Tauro Ciudad de Panamá Árabe Unido San Francisco La Chorrera San Miguelito Chiriquí Universitario Herrera Veraguas                               |

## Compétition
Le tournoi Apertura se déroule en deux phases :
- La phase de qualification : les seize journées de championnat.
- La phase finale : les quarts de finale à la finale.

### Phase de qualification
Lors de la phase de qualification, deux groupes distincts sont formés. Chaque équipe affrontent à deux reprises celles de son groupe et une seule fois celles du groupe opposé selon un calendrier tiré aléatoirement.
La meilleure équipe de chaque groupe est directement qualifiée pour la demi-finale de la phase finale tandis que les équipes classées deuxième et troisième se rendent en quarts de finale.
Le classement est établi sur le barème de points classique (victoire à 3 points, match nul à 1, défaite à 0).
Le départage final se fait selon les critères suivants :
- Le nombre de points.
- La différence de buts générale.
- La différence de buts particulière.
- Le nombre de buts marqué.

#### Classements
| Rang | Équipe                 | Pts | J  | G | N | P | Bp | Bc | Diff |
| ---- | ---------------------- | --- | -- | - | - | - | -- | -- | ---- |
| 1    | CD Plaza Amador        | 27  | 16 | 7 | 6 | 3 | 22 | 14 | +8   |
| 2    | Deportivo del Este     | 21  | 16 | 5 | 6 | 5 | 15 | 14 | +1   |
| 3    | Sporting San Miguelito | 21  | 16 | 5 | 6 | 5 | 17 | 20 | -3   |
| 4    | Tauro FC               | 18  | 16 | 4 | 6 | 6 | 12 | 16 | -4   |
| 5    | Deportivo Árabe Unido  | 16  | 16 | 3 | 7 | 6 | 15 | 18 | -3   |
| 6    | Alianza FC             | 14  | 16 | 2 | 8 | 8 | 13 | 17 | -4   |

| Rang | Équipe                      | Pts | J  | G | N | P | Bp | Bc | Diff |
| ---- | --------------------------- | --- | -- | - | - | - | -- | -- | ---- |
| 1    | CD Universitario            | 30  | 16 | 8 | 6 | 2 | 25 | 16 | +9   |
| 2    | Independiente La Chorrera T | 27  | 16 | 8 | 3 | 5 | 19 | 15 | +4   |
| 3    | Veraguas CD P               | 26  | 16 | 6 | 8 | 2 | 20 | 19 | +1   |
| 4    | Herrera FC P                | 25  | 16 | 7 | 4 | 5 | 20 | 17 | +3   |
| 5    | Atlético Chiriquí           | 18  | 16 | 5 | 3 | 8 | 23 | 27 | -4   |
| 6    | San Francisco FC            | 11  | 16 | 2 | 5 | 9 | 14 | 23 | -9   |

#### Résultats
| Résultats (▼dom., ►ext.)                                   | ALI | CHI | CAI | CDE | CDU | CPA | DAU | HFC | SFC | SSM | TAU | VCD |
| Alianza FC                                                 |     |     | 1-1 | 1-2 |     | 2-0 | 2-0 | 2-3 | 1-1 | 0-0 | 0-1 |     |
| Atlético Chiriquí                                          | 2-0 |     | 2-1 | 3-2 | 1-1 | 1-2 |     | 0-2 | 3-0 |     |     | 0-2 |
| Independiente La Chorrera                                  |     | 2-1 |     | 1-0 | 0-2 | 1-0 | 0-2 | 1-3 | 2-0 |     |     | 1-1 |
| Deportivo del Este                                         | 1-1 |     |     |     | 0-0 | 2-1 | 0-0 | 2-1 |     | 1-1 | 2-0 | 2-1 |
| CD Universitario                                           | 1-1 | 2-1 | 0-3 |     |     |     |     | 4-0 | 3-2 | 2-1 | 1-0 | 0-0 |
| CD Plaza Amador                                            | 1-0 |     |     | 0-0 | 2-2 |     | 2-0 | 3-1 |     | 2-1 | 3-0 | 1-1 |
| Deportivo Árabe Unido                                      | 0-0 | 2-0 |     | 1-0 | 1-2 | 1-1 |     |     | 1-1 | 1-2 | 0-1 |     |
| Herrera FC                                                 |     | 3-1 | 0-1 |     | 2-0 |     | 0-0 |     | 1-0 | 2-0 | 1-1 | 1-2 |
| San Francisco FC                                           |     | 4-4 | 0-1 | 2-0 | 0-0 | 0-2 |     | 0-0 |     | 2-0 |     | 1-2 |
| Sporting San Miguelito                                     | 0-0 | 3-2 | 1-3 | 1-0 |     | 0-0 | 3-2 |     |     |     | 2-2 | 1-1 |
| Tauro FC                                                   | 0-0 | 2-0 | 1-2 | 0-0 |     | 2-2 | 1-1 |     | 1-0 | 0-1 |     |     |
| Veraguas CD                                                | 3-2 | 1-1 | 0-0 |     | 1-5 |     | 3-3 | 0-0 | 2-1 |     | 1-0 |     |
| - Victoire à domicile - Match nul - Victoire à l'extérieur |     |     |     |     |     |     |     |     |     |     |     |     |

### Phase finale
Les six équipes qualifiées sont réparties dans le tableau final d'après leur classement général, le deuxième affrontant lors des demi-finales le vainqueur du quart opposant le quatrième au cinquième et le premier affrontant le vainqueur du quart opposant le troisième au sixième.
En cas d'égalité sur la somme des deux matchs, les deux équipes sont dans un premier temps départagées par la règle des buts marqués à l'extérieur puis par leur classement général si cela est nécessaire, sauf lors de la finale où des prolongations puis une séance de tirs au but ont éventuellement lieu.

#### Tableau
|  |                                 |                 |                        |               |               |   |   |            |            |            |            |                  |      |   |        |        |        |        |        |  |  |
|  | 1/4 de finale                   | 1/4 de finale   | 1/4 de finale          | 1/4 de finale | 1/4 de finale |   |   | 1/2 finale | 1/2 finale | 1/2 finale | 1/2 finale | 1/2 finale       |      |   | Finale | Finale | Finale | Finale | Finale |  |  |
|  |                                 |                 |                        |               |               |   |   |            |            |            |            |                  |      |   |        |        |        |        |        |  |  |
|  |                                 |                 |                        |               |               |   |   |            |            |            |            |                  |      |   |        |        |        |        |        |  |  |
|  |                                 |                 |                        |               |               |   |   |            |            |            |            |                  |      |   |        |        |        |        |        |  |  |
|  |                                 |                 |                        |               |               |   |   |            |            |            |            |                  |      |   |        |        |        |        |        |  |  |
|  |                                 |                 |                        |               |               |   |   |            |            |            |            |                  |      |   |        |        |        |        |        |  |  |
|  | CD Universitario a. p.          | (1B)            | 0                      | 2             |               |   |   |            |            |            |            |                  |      |   |        |        |        |        |        |  |  |
|  | CD Universitario a. p.          | (1B)            | 0                      | 2             |               |   |   |            |            |            |            |                  |      |   |        |        |        |        |        |  |  |
|  |                                 |                 | Veraguas CD            | (3B)          | 0             | 0 |   |            |            |            |            |                  |      |   |        |        |        |        |        |  |  |
|  | Deportivo del Este              | (2A)            | Veraguas CD            | (3B)          | 0             | 0 | 1 | (4)        |            |            |            |                  |      |   |        |        |        |        |        |  |  |
|  | Deportivo del Este              | (2A)            |                        |               |               |   |   |            |            |            |            |                  |      |   |        |        |        |        |        |  |  |
|  | Veraguas CD t. a. b.            | (3B)            | 1                      | (5)           |               |   |   |            |            |            |            |                  |      |   |        |        |        |        |        |  |  |
|  | Veraguas CD t. a. b.            | (3B)            | 1                      | (5)           |               |   |   |            |            |            |            | CD Universitario | (1B) | 1 |        |        |        |        |        |  |  |
|  |                                 |                 |                        |               |               |   |   |            |            |            |            | CD Universitario | (1B) | 1 |        |        |        |        |        |  |  |
|  |                                 | CD Plaza Amador | (1A)                   | 2             |               |   |   |            |            |            |            |                  |      |   |        |        |        |        |        |  |  |
|  |                                 |                 |                        |               |               |   |   |            |            |            |            |                  |      |   |        |        |        |        |        |  |  |
|  |                                 |                 |                        |               |               |   |   |            |            |            |            |                  |      |   |        |        |        |        |        |  |  |
|  |                                 |                 |                        |               |               |   |   |            |            |            |            |                  |      |   |        |        |        |        |        |  |  |
|  | CD Plaza Amador                 | (1A)            | 1                      | 1             |               |   |   |            |            |            |            |                  |      |   |        |        |        |        |        |  |  |
|  | CD Plaza Amador                 | (1A)            | 1                      | 1             |               |   |   |            |            |            |            |                  |      |   |        |        |        |        |        |  |  |
|  |                                 |                 | Sporting San Miguelito | (3A)          | 0             | 1 |   |            |            |            |            |                  |      |   |        |        |        |        |        |  |  |
|  | Independiente La Chorrera       | (2B)            | Sporting San Miguelito | (3A)          | 0             | 1 | 0 | (7)        |            |            |            |                  |      |   |        |        |        |        |        |  |  |
|  | Independiente La Chorrera       | (2B)            |                        |               |               |   | 0 | (7)        |            |            |            |                  |      |   |        |        |        |        |        |  |  |
|  | Sporting San Miguelito t. a. b. | (3A)            | 0                      | (8)           |               |   |   |            |            |            |            |                  |      |   |        |        |        |        |        |  |  |
|  | Sporting San Miguelito t. a. b. | (3A)            | 0                      | (8)           |               |   |   |            |            |            |            |                  |      |   |        |        |        |        |        |  |  |

#### Quarts de finale
| Club                      | Score | Club                   | Commentaire       |
| Independiente La Chorrera | 0-0   | Sporting San Miguelito | Tirs au but : 7-8 |
| Deportivo del Este        | 1-1   | Veraguas CD            | Tirs au but : 4-5 |

#### Demi-finales
| Club             | Aller | Retour    | Club                   | Commentaire |
| CD Plaza Amador  | 1-0   | 1-1       | Sporting San Miguelito |             |
| CD Universitario | 0-0   | 2-0 a. p. | Veraguas CD            |             |

#### Finale
| 30 mai 2021 | CD Universitario | 1 - 2   | CD Plaza Amador                 | Stade universitaire, Penonomé               |                                             |
|             | Catuy 18e        | (1 - 1) | 24e Manuel Gamboa · 60e Dinolis | Spectateurs : 900 Arbitrage : Ameth Sanchez | Spectateurs : 900 Arbitrage : Ameth Sanchez |

| Vainqueur du Tournoi Apertura 2021 CD Plaza Amador 7e titre |

## Bilan du tournoi
| Tournoi d'ouverture du championnat de football du Panama 2021 |                            |
| Champion                                                      | CD Plaza Amador (7e titre) |
| Dauphin                                                       | CD Universitario           |
| Qualifications continentales                                  |                            |
| Ligue de la CONCACAF 2021                                     | CD Plaza Amador            |
| Ligue de la CONCACAF 2021                                     | CD Universitario           |

## Statistiques

### Buteurs
| Rang | Nom                | Équipe           | Buts |
| 1    | Jair Catuy         | CD Universitario | 11   |
| 2    | Isidoro Hinestroza | San Francisco FC | 7    |
| 3    | Luis Tejada        | Herrera FC       | 6    |
| 3    | Ronaldo Dinolis    | CD Plaza Amador  | 6    |